# Ctimene placens
Ctimene placens är en fjärilsart som beskrevs av Arnold Pagenstecher 1886. Ctimene placens ingår i släktet Ctimene och familjen mätare. Inga underarter finns listade i Catalogue of Life.